# استونی پوینت (میشیگان)
استونی پوینت (به انگلیسی: Stony Point) یک منطقهٔ مسکونی در ایالات متحده آمریکا است که در شهرستان مونرو، میشیگان واقع شده‌است. استونی پوینت ۳ کیلومتر مربع مساحت و ۱٬۷۲۴ نفر جمعیت دارد و ۱۷۶ متر بالاتر از سطح دریا واقع شده‌است.